# Gran Premio di Corea 2010
Il Gran Premio di Corea 2010 si è corso domenica 24 ottobre 2010 sul circuito di Sud Jeolla in Corea del Sud. Il circuito sorge a oltre 300 km dalla capitale Seul. È il primo gran premio di Formula 1 che si corre in questo paese asiatico. La gara è stata vinta da Fernando Alonso su Ferrari. Gli organizzatori del gran premio sono stati premiati dalla FOM con il Race Promoters' Trophy per il 2010, per il gran premio meglio organizzato nella stagione. Inoltre è stata l'ultima gara per Sakon Yamamoto.

## Vigilia

### Aspetti tecnici
La presenza del gran premio in calendario è soggetta alla preventiva approvazione del circuito da parte della FIA. Nei mesi precedenti la gara vi furono molte preoccupazioni sulla reale capacità della struttura di essere pronta per la data fissata per il gran premio. Il 26 settembre 2010 lo stesso patron del Circus, Bernie Ecclestone, ha messo in dubbio la possibilità che il gran premio venga disputato. Nei mesi precedenti anche le tensioni politiche fra la Corea del Nord e la Corea del Sud, sfociate nell'affondamento della Choenan furono motivo di preoccupazione.
L'ultima, e decisiva, ispezione di Charlie Whiting si tiene lunedì 11 ottobre 2010, per constatare se i lavori svolti sono in regola e il circuito è in grado di ospitare l'evento.
La decisione definitiva avrebbe dovuto essere annunciata entro il 13 ottobre, ma già il 12 ottobre la FIA dà il via libera alla struttura, pur non essendo stati ancora completati i lavori di rifinitura come il posizionamento dei seggiolini sulle tribune che avviene solo durante il week-end di gara. Restano però le incognite in merito allo stato dell'asfalto e alla difficoltà per le scuderie di raggiungere il circuito.
Secondo il progettista del circuito, Hermann Tilke, non vi saranno problemi per la sicurezza, pur con il breve tempo che intercorre tra la stesura dell'asfalto e l'evento. Il problema principale potrebbe comunque derivare dal poco grip garantito dall'asfalto stesso.
Le simulazioni effettuate al computer prima della gara stimano in circa un minuto e quarantaquattro secondi il tempo necessario per percorrere un giro completo della pista. La velocità media dovrebbe essere di 195 km/h mentre la punta massima di 315 km/h, da raggiungere al termine del lungo rettifilo tra la curva due e tre. Il carico aerodinamico richiesto alle vetture dovrebbe essere simile a quello necessario sulla pista di Suzuka.
Viene modificata l'entrata ai box considerata troppo pericolosa dai piloti in quanto la differenza di velocità fra chi percorre quel punto del circuito e chi entra in pit-lane è troppo elevata. I giudizi dei piloti sulla pista sono comunque positivi. Michael Schumacher afferma di essere sorpreso dalla pista in maniera positiva, mentre Robert Kubica la definisce "dieci volte migliore di quella di Abu Dhabi".
La Bridgestone porta per questo gran premio gomme di tipo morbido e duro.

### Aspetti sportivi
Vitalij Petrov è penalizzato di cinque posizioni in griglia per l'incidente innescato alla partenza del Gran Premio del Giappone 2010, che ha coinvolto anche il pilota tedesco Nicolas Hulkenberg. Nelle prime prove libere del venerdì Jérôme d'Ambrosio ha sostituito Lucas Di Grassi alla Virgin-Cosworth.
L'ex campione del mondo di Formula 1 Alan Jones è indicato quale commissario aggiunto dalla FIA per il gran premio.

## Prove

### Resoconto
Nella seconda sessione di prove libere del venerdì Jenson Button patisce un principio d'incendio al posteriore della vettura mentre viene esposta la bandiera rossa che interrompe la sessione per qualche minuto a causa di un testacoda di Sakon Yamamoto. La stessa HRT-Cosworth è multata di 5 000 dollari per avere fatto uscire dal garage Yamamoto con le termocoperture ancora montate.

### Risultati
Nella prima sessione del venerdì si è avuta questa situazione:
| Pos | Nº | Pilota         | Costruttore      | Tempo    | Gap    | Giri |
| --- | -- | -------------- | ---------------- | -------- | ------ | ---- |
| 1   | 2  | Lewis Hamilton | McLaren-Mercedes | 1'40"887 |        | 15   |
| 2   | 11 | Robert Kubica  | Renault          | 1'40"968 | +0"081 | 18   |
| 3   | 4  | Nico Rosberg   | Mercedes GP      | 1'41"152 | +0"265 | 21   |

Nella seconda sessione del venerdì si è avuta questa situazione:
| Pos | Nº | Pilota          | Costruttore      | Tempo    | Gap    | Giri |
| --- | -- | --------------- | ---------------- | -------- | ------ | ---- |
| 1   | 6  | Mark Webber     | RBR-Renault      | 1'37"942 |        | 23   |
| 2   | 8  | Fernando Alonso | Ferrari          | 1'38"132 | +0"190 | 30   |
| 3   | 2  | Lewis Hamilton  | McLaren-Mercedes | 1'38"279 | +0"337 | 29   |

Nella sessione del sabato mattina si è avuta questa situazione:
| Pos | Nº | Pilota          | Costruttore      | Tempo    | Gap    | Giri |
| --- | -- | --------------- | ---------------- | -------- | ------ | ---- |
| 1   | 11 | Robert Kubica   | Renault          | 1'37"354 |        | 15   |
| 2   | 2  | Lewis Hamilton  | McLaren-Mercedes | 1'37"402 | +0"048 | 16   |
| 3   | 8  | Fernando Alonso | Ferrari          | 1'37"426 | +0"072 | 15   |

## Qualifiche

### Resoconto
Le qualifiche si tengono con cielo coperto che rende la temperatura della pista abbastanza bassa. La gommatura della pista migliora di giro in giro e ciò porta i piloti a tentare il tempo nella parte finale di ciascuna sessione. Le caratteristiche delle gomme consente a chi monta coperture morbide di cercare il tempo nel secondo giro consecutivo d'uscita dai box.
In Q1 vengono eliminati i piloti delle nuove scuderie e Vitantonio Liuzzi della Force India-Mercedes.
Nella seconda parte delle qualifiche piccoli errori senza conseguenze per Lewis Hamilton, Mark Webber e Vitalij Petrov. Si qualificano alla Q3 i migliori nove della classifica mondiale più Rubens Barrichello.
Nella terza parte è subito Fernando Alonso ad andare in testa, abbattendo il muro del minuto e trentasei secondi. Le RBR non riescono a scalzare lo spagnolo se non nell'ultimo giro. Sebastian Vettel ottiene la quattordicesima pole della carriera, nona della stagione. Lo segue il compagno di scuderia Webber: per l'ottava volta la prima fila è monopolizzata dalla vetture anglo-austriache. Rubens Barrichello presenta reclamo per essere stato ostacolato nel giro veloce da Michael Schumacher, ma la FIA decide di non sanzionare il pilota tedesco.

### Risultati
Nella sessione di qualificazione si è avuta la seguente situazione:
| Pos | N° | Pilota             | Costruttore          | Q1       | Q2       | Q3       | Griglia |
| --- | -- | ------------------ | -------------------- | -------- | -------- | -------- | ------- |
| 1   | 5  | Sebastian Vettel   | RBR-Renault          | 1'37"123 | 1'36"074 | 1'35"585 | 1       |
| 2   | 6  | Mark Webber        | RBR-Renault          | 1'37"373 | 1'36"039 | 1'35"659 | 2       |
| 3   | 8  | Fernando Alonso    | Ferrari              | 1'37"144 | 1'36"287 | 1'35"766 | 3       |
| 4   | 2  | Lewis Hamilton     | McLaren-Mercedes     | 1'37"113 | 1'36"197 | 1'36"062 | 4       |
| 5   | 4  | Nico Rosberg       | Mercedes GP          | 1'37"708 | 1'36"791 | 1'36"535 | 5       |
| 6   | 7  | Felipe Massa       | Ferrari              | 1'37"515 | 1'36"169 | 1'36"571 | 6       |
| 7   | 1  | Jenson Button      | McLaren-Mercedes     | 1'38"123 | 1'37"064 | 1'36"731 | 7       |
| 8   | 11 | Robert Kubica      | Renault              | 1'37"703 | 1'37"179 | 1'36"824 | 8       |
| 9   | 3  | Michael Schumacher | Mercedes GP          | 1'37"980 | 1'37"077 | 1'36"950 | 9       |
| 10  | 9  | Rubens Barrichello | Williams-Cosworth    | 1'38"257 | 1'37"511 | 1'36"998 | 10      |
| 11  | 10 | Nicolas Hülkenberg | Williams-Cosworth    | 1'38"115 | 1'37"620 | N.D.     | 11      |
| 12  | 23 | Kamui Kobayashi    | BMW Sauber-Ferrari   | 1'38"429 | 1'37"643 | N.D.     | 12      |
| 13  | 22 | Nick Heidfeld      | BMW Sauber-Ferrari   | 1'38"171 | 1'37"715 | N.D.     | 13      |
| 14  | 14 | Adrian Sutil       | Force India-Mercedes | 1'38"572 | 1'37"783 | N.D.     | 14      |
| 15  | 12 | Vitalij Petrov     | Renault              | 1'38"174 | 1'37"799 | N.D.     | 20      |
| 16  | 17 | Jaime Alguersuari  | STR-Ferrari          | 1'38"583 | 1'37"853 | N.D.     | 15      |
| 17  | 16 | Sébastien Buemi    | STR-Ferrari          | 1'38"621 | 1'38"594 | N.D.     | 16      |
| 18  | 15 | Vitantonio Liuzzi  | Force India-Mercedes | 1'38"955 | N.D.     | N.D.     | 17      |
| 19  | 18 | Jarno Trulli       | Lotus-Cosworth       | 1'40"521 | N.D.     | N.D.     | 18      |
| 20  | 24 | Timo Glock         | Virgin-Cosworth      | 1'40"748 | N.D.     | N.D.     | 19      |
| 21  | 19 | Heikki Kovalainen  | Lotus-Cosworth       | 1'41"768 | N.D.     | N.D.     | 21      |
| 22  | 25 | Lucas Di Grassi    | Virgin-Cosworth      | 1'42"325 | N.D.     | N.D.     | 22      |
| 23  | 20 | Sakon Yamamoto     | HRT-Cosworth         | 1'42"444 | N.D.     | N.D.     | 23      |
| 24  | 21 | Bruno Senna        | HRT-Cosworth         | 1'43"283 | N.D.     | N.D.     | 24      |

Con i tempi in grassetto sono visualizzate le migliori prestazioni in Q1, Q2 e Q3.

## Gara

### Resoconto
La temuta pioggia arriva sul circuito, tanto che la partenza viene ritardata di 10 minuti. La gara inizia dietro safety car ma dopo tre giri, a causa della scarsa visibilità dovuta alla molta acqua sollevata dalle vetture, viene esposta la bandiera rossa. La gara viene ripresa, sempre dietro la safety car, solo dopo circa un'ora, con il rischio che l'oscurità della sera piombi sul circuito negli ultimi giri. Le condizioni della pista, rese difficili anche a causa del poco tempo passato dalla stesura dell'asfalto che trasuda olio per la forte pioggia, non sono migliorate di molto; Hamilton comunica alla scuderia la sua volontà di partire mentre sono più pessimisti sulle condizioni della pista Button e Webber. La vettura di sicurezza guida comunque il gruppo per diciassette giri.
Alla ripartenza le due Mercedes sono subito protagoniste con Nico Rosberg che passa Lewis Hamilton, Michael Schumacher e Robert Kubica. Nel giro seguente Mark Webber, nella parte finale del circuito, va largo, tocca l'erba sintetica oltre il cordolo, e perde il controllo della vettura che va a sbattere sul muretto, sul lato opposto della pista. La vettura carambola sul tracciato e viene investita da quella di Rosberg. Entrambi i piloti sono costretti al ritiro, e l'incidente costringe nuovamente all'entrata la safety car. Alcuni piloti, tra cui Petrov e le due Sauber, rientrano per montare le intermedie, scelta che si rivelerà un po’ prematura.
Si riparte al giro 23 con Vettel davanti ad Alonso e Hamilton. Al giro 27 Schumacher passa anche Jenson Button e si installa al quinto posto mentre Hulkenberg guadagna una posizione a scapito di Kubica. La pioggia cala d'intensità e Button e Sutil decidono di montare gomme intermedie. Il campione del mondo in carica però rientra dietro un gruppo di vetture più lente e vede definitivamente compromessa la sua rimonta. Al 32º giro un incidente tra Sébastien Buemi e Timo Glock porta nuovamente la vettura di sicurezza in pista. Molti piloti vanno a cambiare le gomme. Problemi tecnici nel pit stop per Fernando Alonso, che viene superato così da Hamilton. L’ordine è Vettel, Hamilton, Alonso, Massa, Schumacher, Barrichello, Petrov, Hulkenberg e Kubica.
La gara riprende dopo tre giri. Hamilton va lungo alla prima curva e deve cedere la posizione nuovamente al ferrarista. Nelle retrovie Liuzzi passa Kobayashi ed entra nella zona punti. Pochi giri dopo incidente per Petrov, mentre è settimo. Questa volta nella zona dell'incidente la via di fuga è larga e la gara può proseguire regolarmente. Comanda sempre Vettel, davanti ad Alonso, Hamilton, Massa e Schumacher.
Vettel informa la scuderia di problemi ai freni e, al giro 45, è costretto a vedere passare Alonso e Hamilton a causa di un problema al motore che lo costringe, poco dopo, al ritiro. Sulla sua vettura si scatena un principio d'incendio che lo stesso pilota spegne utilizzando un estintore passatogli dagli steward. Negli ultimi giri un po’ tutti si trovano a gestire le gomme intermedie che hanno perso tutta la loro efficienza. Ne fanno le spese soprattutto le due Williams che perdono posizioni a vantaggio di Kubica e Liuzzi. Hulkenberg è costretto a un pit aggiuntivo, dopo il quale recupera la zona punti passando nel finale Alguersuari. Sutil termina nella via di fuga della prima curva una gara piena di sbavature e recuperi.
Vince Alonso che si porta in testa alla classifica mondiale (ventiseiesima vittoria per lo spagnolo), davanti a Hamilton e Massa, che torna a podio dopo la corsa di Monza. Michael Schumacher, giunto 4°, ottiene il suo miglior risultato stagionale, mentre Vitantonio Liuzzi con il 6º posto conquistato, ottiene il suo miglior risultato in carriera.

### Risultati
I risultati del gran premio sono i seguenti:
| Pos | Nº | Pilota             | Costruttore          | Giri | Tempo/Ritiro               | Griglia | Punti |
| --- | -- | ------------------ | -------------------- | ---- | -------------------------- | ------- | ----- |
| 1   | 8  | Fernando Alonso    | Ferrari              | 55   | 2h48'20"810                | 3       | 25    |
| 2   | 2  | Lewis Hamilton     | McLaren-Mercedes     | 55   | +14"999                    | 4       | 18    |
| 3   | 7  | Felipe Massa       | Ferrari              | 55   | +30"868                    | 6       | 15    |
| 4   | 3  | Michael Schumacher | Mercedes GP          | 55   | +39"688                    | 9       | 12    |
| 5   | 11 | Robert Kubica      | Renault              | 55   | +47"734                    | 8       | 10    |
| 6   | 15 | Vitantonio Liuzzi  | Force India-Mercedes | 55   | +53"571                    | 17      | 8     |
| 7   | 9  | Rubens Barrichello | Williams-Cosworth    | 55   | +1'09"257                  | 10      | 6     |
| 8   | 23 | Kamui Kobayashi    | Sauber-Ferrari       | 55   | +1'17"889                  | 12      | 4     |
| 9   | 22 | Nick Heidfeld      | Sauber-Ferrari       | 55   | +1'20"107                  | 13      | 2     |
| 10  | 10 | Nicolas Hülkenberg | Williams-Cosworth    | 55   | +1'20"851                  | 11      | 1     |
| 11  | 17 | Jaime Alguersuari  | STR-Ferrari          | 55   | +1'24"146                  | 15      |       |
| 12  | 1  | Jenson Button      | McLaren-Mercedes     | 55   | +1'29"939                  | 7       |       |
| 13  | 19 | Heikki Kovalainen  | Lotus-Cosworth       | 54   | +1 giro                    | 21      |       |
| 14  | 21 | Bruno Senna        | HRT-Cosworth         | 53   | +2 giri                    | 24      |       |
| 15  | 20 | Sakon Yamamoto     | HRT-Cosworth         | 53   | +2 giri                    | 23      |       |
| Rit | 14 | Adrian Sutil       | Force India-Mercedes | 46   | Collisione con K.Kobayashi | 14      |       |
| Rit | 5  | Sebastian Vettel   | RBR-Renault          | 45   | Motore                     | 1       |       |
| Rit | 12 | Vitalij Petrov     | Renault              | 39   | Incidente                  | 20      |       |
| Rit | 24 | Timo Glock         | Virgin-Cosworth      | 31   | Collisione con S.Buemi     | 19      |       |
| Rit | 16 | Sébastien Buemi    | STR-Ferrari          | 30   | Collisione con T.Glock     | 16      |       |
| Rit | 25 | Lucas Di Grassi    | Virgin-Cosworth      | 25   | Incidente                  | 22      |       |
| Rit | 18 | Jarno Trulli       | Lotus-Cosworth       | 25   | Idraulica                  | 18      |       |
| Rit | 6  | Mark Webber        | RBR-Renault          | 18   | Collisione con N.Rosberg   | 2       |       |
| Rit | 4  | Nico Rosberg       | Mercedes GP          | 18   | Collisione con M.Webber    | 5       |       |

## Classifiche Mondiali

### Piloti
| Pos | Pilota             | Punti |
| --- | ------------------ | ----- |
| 1   | Fernando Alonso    | 231   |
| 2   | Mark Webber        | 220   |
| 3   | Lewis Hamilton     | 210   |
| 4   | Sebastian Vettel   | 206   |
| 5   | Jenson Button      | 189   |
| 6   | Felipe Massa       | 143   |
| 7   | Robert Kubica      | 124   |
| 8   | Nico Rosberg       | 122   |
| 9   | Michael Schumacher | 66    |
| 10  | Rubens Barrichello | 47    |
| 11  | Adrian Sutil       | 47    |
| 12  | Kamui Kobayashi    | 31    |
| 13  | Vitantonio Liuzzi  | 21    |
| 14  | Vitalij Petrov     | 19    |
| 15  | Nicolas Hülkenberg | 18    |
| 16  | Sébastien Buemi    | 8     |
| 17  | Pedro de la Rosa   | 6     |
| 18  | Nick Heidfeld      | 6     |
| 19  | Jaime Alguersuari  | 3     |

### Costruttori
| Pos | Team                 | Punti |
| --- | -------------------- | ----- |
| 1   | RBR-Renault          | 426   |
| 2   | McLaren-Mercedes     | 399   |
| 3   | Ferrari              | 374   |
| 4   | Mercedes GP          | 188   |
| 5   | Renault              | 143   |
| 6   | Force India-Mercedes | 68    |
| 7   | Williams-Cosworth    | 65    |
| 8   | BMW Sauber-Ferrari   | 43    |
| 9   | STR-Ferrari          | 11    |

## Decisioni della FIA
Adrian Sutil verrà penalizzato di cinque posizioni sulla griglia nel Gran Premio del Brasile per l'incidente con Kamui Kobayashi nel corso del 47º giro. Stessa sanzione per Sébastien Buemi per un contatto con Timo Glock. Sutil è stato inoltre multato di 10 000 dollari dopo avere ammesso di avere partecipato alla gara con problemi ai freni.